# Fairchild AC-119

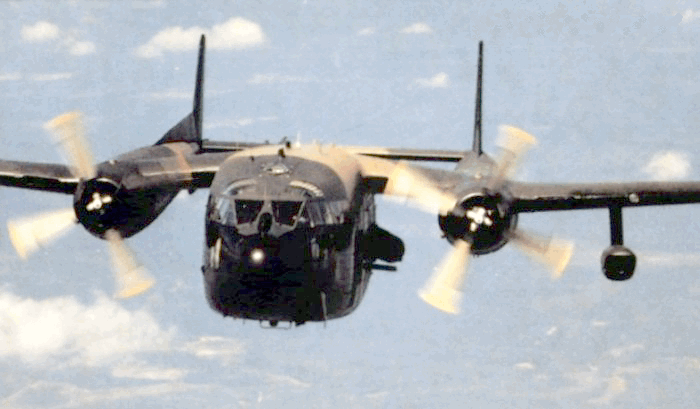
AC-119K Stinger.

El Fairchild AC-119G Shadow (Sombra) y el AC-119K Stinger (Aguijón) fue un cañonero propulsado por dos motores de pistón desarrollado por los Estados Unidos durante la Guerra de Vietnam. Reemplazo al insuficiente Douglas AC-47 Spooky y dio apoyo al Lockheed AC-130. El programa del AC-119 (Project Gunship III) fue posterior al del AC-130.

## Diseño y desarrollo
A finales de 1967, la idea de un cañonero de ala fija estaba siendo probada por las fuerzas aéreas de los Estados Unidos con buenos resultados, pero estaban teniendo dificultades para mantener la demanda de aviones. El nuevo AC-130 que estaba siendo creado bajo el “Project Gunship II” fue efectivo, siendo usados para misiones de interdicción en la Ruta Ho Chi Minh. Además, el C-130 (Avión base del AC-130) estaba en activo haciendo funciones vitales de transporte para la guerra en el sureste asiático. La fuerza aérea necesitaba desesperadamente nuevos cañoneros para reemplazar a los vulnerables y poco potentes AC-47 en misiones de apoyo a tropas, así como, complementar a los AC-130 en misiones de ataque sobre la ruta Ho Chi Minh.
El Fairchild C-119 Flying Boxcar representaba una obvia elección; habiendo sido retirado del frente en favor del C-123 y del C-130, y con suficiente existencias en la reserva de la USAF. En febrero de 1968 y bajo el “Project Gunship III”, 26 C-119G fueron convertidos en AC-119G, tomando inicialmente el nombre de “Creep” para posteriormente ser denominado como “Shadow”. Esta aeronave fue el principal intento para reemplazar al AC-47 en el papel de apoyo a tropas en contacto (TIC). Fairchild-Hiller fue la encargada de realizar todas las conversiones de C-119K a AC-119K el total ascendió a 26 unidades que principalmente fueron destinadas en el rol de caza camiones en la Ruta Ho Chi Minh. Esta aeronave fue llamada “Stinger” (aguijón) haciendo referencia principalmente a los dos cañones M61 Vulcan de 20 mm que llevaba, además de las 4 Minigun GAU-2 calibre 7,62 mm. En cambio, el AC-119G sólo llevaba cuatro Minigun GAU-2/A.
El “Project Gunship III”, siendo una continuación de los aciertos en la serie AC-130, significó que el AC-119 fue una aeronave más avanzada que el AC-47. El AC-119 destacó, gracias a la incorporación de equipos de contramedidas electrónicas y equipamiento de radar, así como más tecnología básica: un faro de xenón AVQ-8, un visor de observación nocturna y un lanzador de bengalas LAU-74/A.
El AC-119K "Stinger", destinado a la destrucción de camiones en la Ruta Ho Chi Minh, fue la versión más avanzada de este cañonero. El equipamiento extra añadido a esta versión (cañones de 20 mm y sensores), aumentó considerablemente el peso máximo al despegue de la aeronave, es por ello que, junto a los motores radiales originales, se les añadió 2 turborreactores General Electric J85-GE-17 de 2850 lbs de empuje unitario, que mejoraron notablemente las capacidades de despegue y ascenso. Incluida dentro de la conversión, estuvo la incorporación de un radar de navegación de impulsos Doppler modelo AN/APN-147, un visor infrarrojos AN/AAD-4, un radar marcador de objetivos en el lateral del avión AN/APQ-133 y un radar buscador AN/APQ-136.
El esquema de armamento para ambas aeronaves fue tan simple como el del AC-130. El AC-119G tuvo un total de cuatro Minigun GAU-2A/A en contendores SUU-11A/A montados sobre soportes, de forma similar a la usada en los antiguos AC-47. Como el anterior modelo AC-47, este fue rápidamente modificado para llevar los afustes MXU-470/A para Minigun. El AC-119K, necesitando más potencia de fuego y mayor alcance para destruir vehículos, fue armado con dos cañones M61 de 20 mm además de las cuatro Minigun del AC-119G.

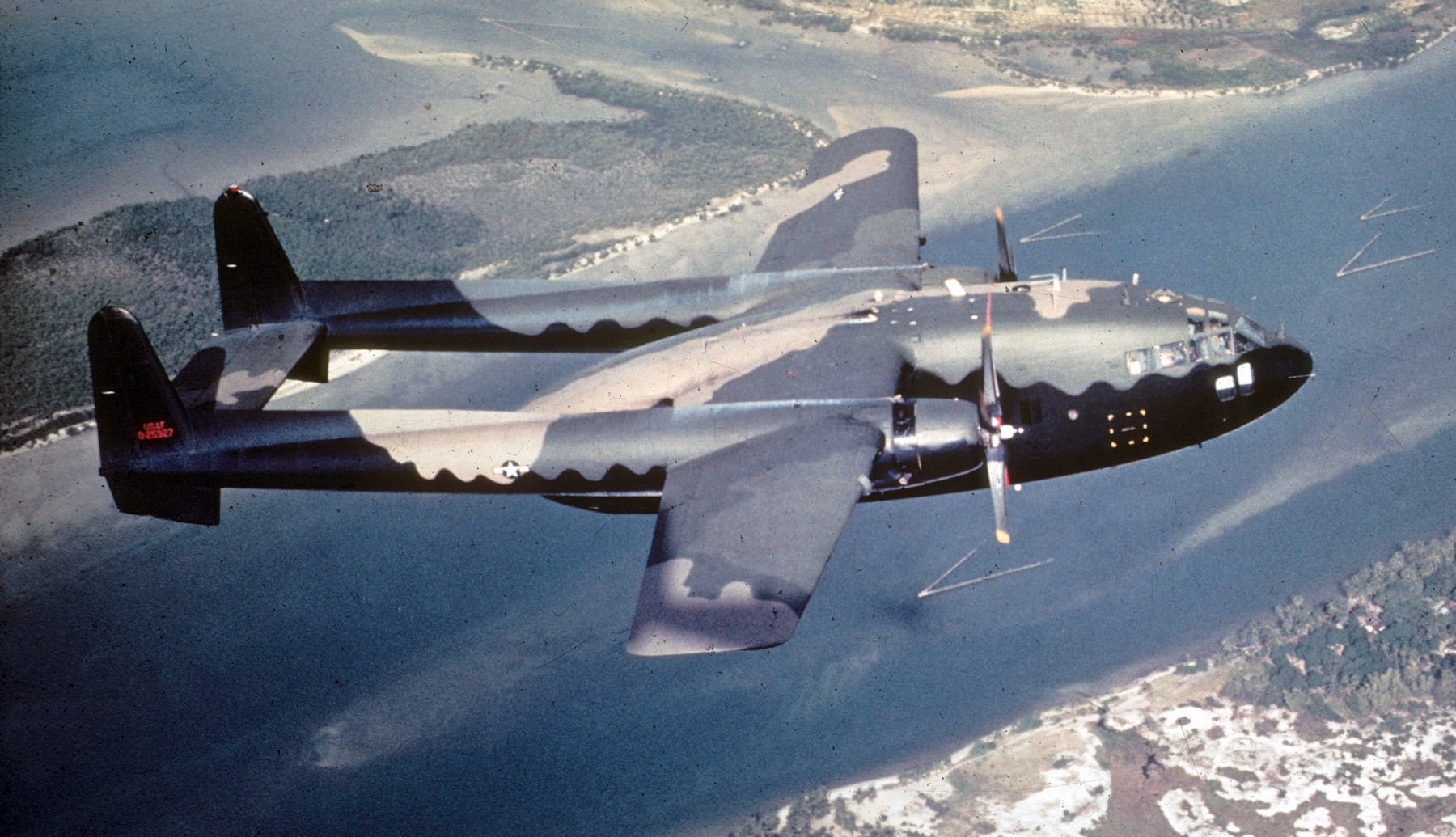
AC-119 sobrevolando Vietnam.

## Historial operacional

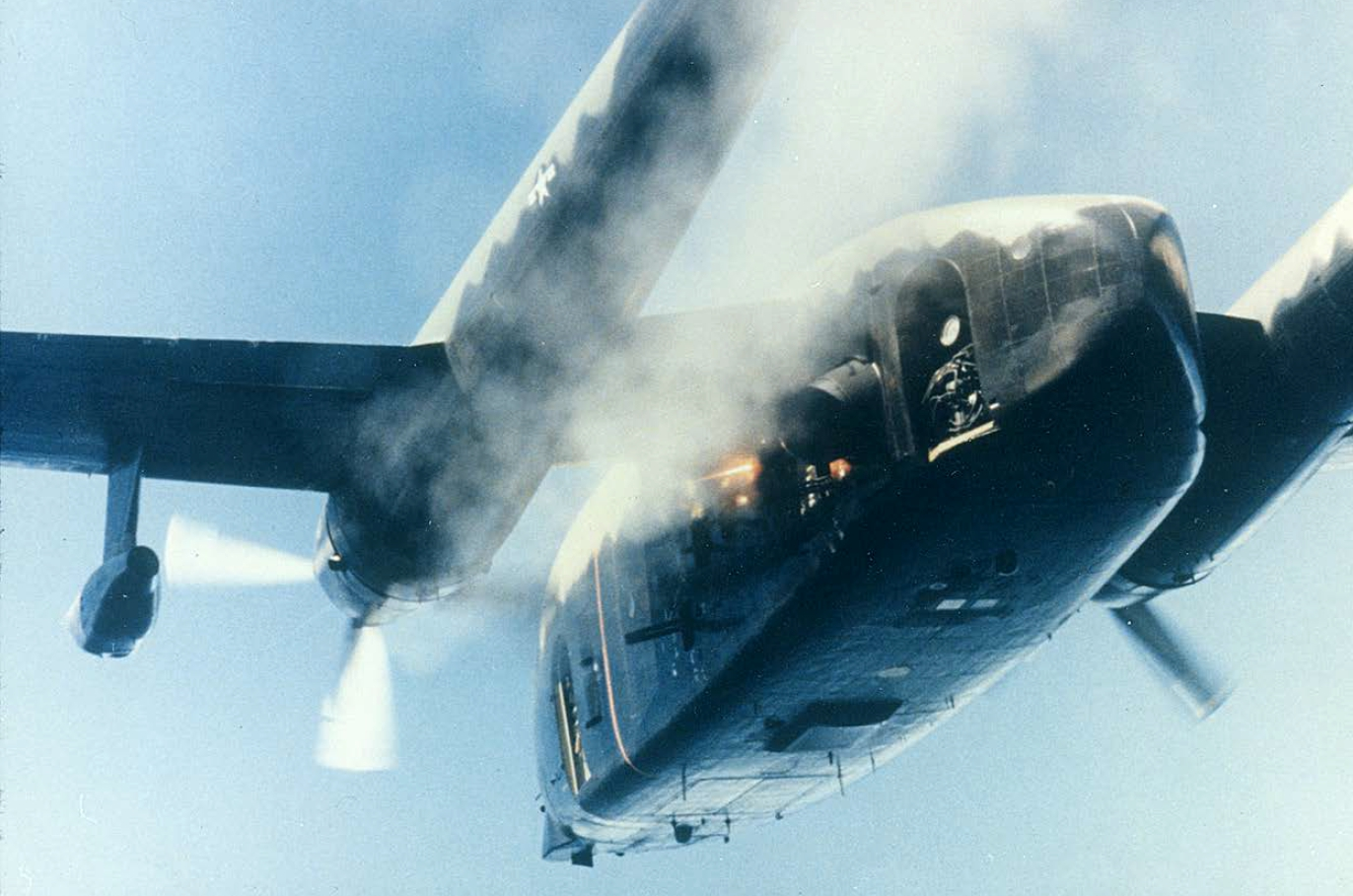
Un AC-119K Stinger de la Fuerza Aérea de los EE. UU. dispara una de sus armas, alrededor de 1970.

Para noviembre de 1968, la aeronave se desplegó uniéndose a la 14.ª Ala de Operaciones Especiales en Nha Trang. El AC-119G fue emplazado, en el 71.er Escuadrón de Operaciones Especiales, el cual se formó desde la activación del 71.er Escuadrón de Transporte de Tropas de la Reserva de la Fuerza Aérea de la Base Bakalar en Colombus, Indiana. Cuando el 71.er EOE volvió a los Estados Unidos, en 1969, los cañoneros fueron emplazados en el recién creado 17.º Escuadrón de Operaciones Especiales.
El AC-119k fue emplazado en el 18.º Escuadrón de Operaciones Especiales. Con la adición de dos AC-119, la 14.ª AOE en 1968 por un tiempo estuvo volando con ocho aeronaves diferentes, desde diez bases distintas en Vietnam del Sur. La 14.ª AOE fue desactivada en 1971. Un número limitado de este avión continuó siendo operado desde Tailandia en una fecha tan tardía como 1972, pero el AC-119 fue retirado de servicio de la Fuerza Aérea de los Estados Unidos poco después. Los AC-119G y AC-119K continuaron en servicio con la Fuerza Aérea de Vietnam en cantidades muy reducidas hasta la unificación del país en 1975. Durante la Guerra de Vietnam, solo cinco AC-119 fueron perdidos por cualquier causa.

## Operadores
Vietnam del Sur
- Fuerza Aérea de Vietnam

 Estados Unidos
- Fuerza Aérea de los Estados Unidos

## Especificaciones (AC-119G)

### Características generales
- Tripulación: 6 en misión diurna, 8 en misión nocturna.
- Longitud: 26,4 m (86,5 ft)
- Envergadura: 33,3 m (109,3 ft)
- Altura: 8,1 m (26,6 ft)
- Superficie alar: 130 m² (1399,3 ft²)
- Peso vacío: 18 200 kg (40 112,8 lb)
- Peso cargado: 11 800 kg (26 007,2 lb)
- Peso máximo al despegue: 28 100 kg (61 932,4 lb)
- Planta motriz: 2× Wright R-3350 Duplex-Cyclone, radiales de 18 cilindros en doble fila.
  - Potencia: 3 kW (4 HP; 4 CV) cada uno.Esquema del AC-119K Stinger.

### Rendimiento
- Velocidad máxima operativa (Vno): 335 km/h (208 MPH; 181 kt)
- Velocidad crucero (Vc): 240 km/h (149 MPH; 130 kt)
- Alcance: 3 km (2 nmi; 2 mi)
- Techo de vuelo: 7 m (23 ft)

### Armamento
- Ametralladoras: 4× GAU-2/A de 7,62 mm

- Cañones: 2× M61 Vulcan de 20 mm (AC-119K)
- Otros: 

  - Lanzabengalas LAU-74/A con 60 bengalas Mk 24.
  - Faro de Xenón AVQ-8.

### Desarrollos relacionados
- C-119 Flying Boxcar

### Aeronaves similares
- Douglas AC-47 Spooky
- Lockheed AC-130
- Alenia C-27J Spartan